# Sòfax
Sòfax (en grec antic Σόφαξ) va ser, segons la mitologia grega, un heroi fill d'Hèracles i de Tinge.
Quan Hèracles va haver mort el gegant Anteu es va unir amb la seva dona Tinge, l'epònima de la ciutat de Tànger, i amb ella va tenir Sòfax, que va regnar a Mauritània, on va fundar la ciutat de Sfax. Aquest Sòfax va tenir un fill, Diodor, que va ampliar el regne heretat del seu pare i va fundar la dinastia dels reis de Mauritània.